# Eskil Wedholm
Johan Eskil Wedholm (* 2. März 1891 in Eskilstuna; † 10. Dezember 1959 in Jönköping) war ein schwedischer Schwimmer.

## Karriere
Wedholm nahm 1912 an den Olympischen Spielen in Stockholm teil. Hier scheiterte er in den Wettbewerben über 400 m und 1500 m Freistil jeweils als Dritter seines Vorlaufs an der Halbfinalqualifikation.